# Marten Wiersma
Marten J. Wiersma (Oostdongeradeel, 9 maart 1949) is een Nederlands politicus van GroenLinks.

## Loopbaan
Wiersma is geboren in Friesland. Na een opleiding veehouderij is hij veehouder geworden. Vervolgens heeft hij bij het ministerie van Justitie gewerkt, bij het departement Jeugd. Daarna werkte hij bij de Gereformeerde Kerken in Nederland. Toen stroomde hij door naar de milieubeweging, en met name milieueducatie. Vervolgens werkte hij als zelfstandig adviseur. Daarna werd hij coördinator van een natuurgebied in Nederland en Vlaanderen.
In 1995 werd hij voor Delta Anders lid van de Provinciale Staten van Zeeland, vervolgens voor de combinatielijst Delta Anders/ GroenLinks en daarna voor GroenLinks.
Wiersma was van 2007 tot 2011 gedeputeerde in een coalitie met het CDA, de ChristenUnie en de SGP. Hij was verantwoordelijk voor economische zaken, het midden- en kleinbedrijf, energie- en klimaatbeleid en recreatie en toerisme. Vanuit die functie was hij, namens de provincie, onder andere lid van het algemeen bestuur van Zeeland Seaports en aandeelhouder van NV Westerscheldetunnel en DELTA NV. In 2011 was hij kandidaat-senator voor GroenLinks.
Wiersma is getrouwd en heeft twee kinderen. Hij is lid van de Protestantse Kerk in Nederland.